# Klingbach-Radweg
Der Klingbach-Radweg ist ein Radweg in Rheinland-Pfalz, der durch den Pfälzerwald und die Oberrheinische Tiefebene verläuft.

## Name und Logo
Sein Name rührt daher, dass er weitestgehend dem gleichnamigen Gewässer folgt. Sein Logo ist grün und  enthält jeweils in weiß ein Fahrrad, eine Glocke und einen Wellenbalken.

## Verlauf
Der Radweg beginnt im Dahner Stadtteil Reichenbach, durch den er zickzackförmig führt, um dann Richtung Osten nach Schindhard zu führen. Über Busenberg, Oberschlettenbach, vorbei am Hahnenhof, Vorderweidenthal, Burg Lindelbrunn und Gossersweiler-Stein trifft er in Silz schließlich auf den namensgebenden Klingbach. Ab dem Silzer See verläuft er zunächst größtenteils entlang des Ufers. Östlich von Silz erreicht er Münchweiler am Klingbach. Am westlichen Ortseingang von Klingenmünster verlässt er den Pfälzerwald. Zwischen Heuchelheim-Klingen und Billigheim-Ingenheim verläuft er für rund zwei Kilometer auf der Trasse der stillgelegten Klingbachtalbahn. Ab Rohrbach verläuft er überwiegend deutlich nördlich des Flusses und kreuzt diesen erst östlich von Herxheim bei Landau/Pfalz. Anschließend passiert er Herxheimweyher, Rülzheim und Hördt, um östlich letzterer unweit des Rhein zu enden.